# Atractus surucucu
Atractus surucucu — вид змій родини полозових (Colubridae). Ендемік Бразилії.

## Поширення і екологія
Atractus surucucu відомі з типової місцевості, розташованої на плато Серра-дус-Сурукукус в штаті Рорайма, на висоті 1000 м над рівнем моря.